# Токмакская железная дорога
Токмакская железная дорога — частная железная дорога на территории южных губерний в Российской империи.
Представляла собой ж.д. линию Фёдоровка — Верхний Токмак — Цареконстантиновка (Комиш-Заря), 
которая соединила Лозово-Севастопольськую линию Южных железных дорог со Второй Екатерининской ж.д.
Токмакская чугунка была построена в южной части империи в 1914 году на средства одноименного акционерного общества между станциями Цареконстантиновка и Фёдоровка. Одним из основных пунктов на этой ветке стала станция Большой Токмак в городе Токмак в будущей Запорожской области Украины (административный центр Токмакского района). В этом месте, Токмакская железная дорога соединялась подъездными путями со станцией Пришиб на железнодорожной магистрали Харьков — Севастополь.
Во время гражданской войны Токмакский путь разделял позиции красных и белых войск на юге России.